# Sonnenschuss

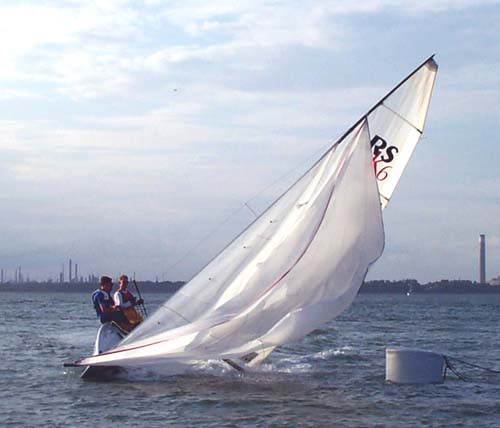
Sonnenschuss einer Jolle, erkennbar am eingefallenen Spinnaker

Als Sonnenschuss wird die spontane Fahrtrichtungsänderung einer Segelyacht nach Luv aufgrund starker Krängung bezeichnet, die durch Ruderlegen nicht verhindert werden kann. Der Name ist irreführend, denn mit der Richtung zur Sonne hat diese ungewollte Kursänderung nichts zu tun.
Der Grund für das Verhalten der Yacht liegt darin, dass unter bestimmten Windbedingungen und Segeleinstellungen ein Segelschiff sehr stark luvgierig wird, wogegen der Steuermann Ruder legen muss, um auf Kurs zu bleiben. Muss zu stark Ruder gelegt werden, kommt es am Ruderblatt zu einem Strömungsabriss, die Ruderwirkung geht verloren und das Schiff luvt unkontrolliert an.
Das Phänomen kann sowohl auf Amwind- als auch auf Vorwindkursen auftreten. Gefährlich wird es, wenn die Yacht unter Spinnaker aus dem Ruder läuft. Dabei besteht die Gefahr, dass der Großbaum aufgrund der starken Krängung in die See taucht. Häufig kann das Schiff dann nur noch durch Loswerfen der Spinnakerschoten wieder unter Kontrolle gebracht werden, denn der Spinnaker lässt sich auf Amwindkursen praktisch nicht bergen. Er wird dann häufig um Vorstag oder Salinge herumgewickelt und muss mühsam wieder klariert werden. 
Unter Spinnaker kann das Schiff auch nach Lee ausbrechen, was unvermeidbar zu einer Patenthalse und damit zu erheblicher Gefahr für die Crew führt.
Am Wind ist es in der Regel möglich, durch rechtzeitiges Fieren des Großsegels das Schiff wieder unter Kontrolle zu bekommen und mit der Restfahrt wieder auf Kurs zu gehen. Bisweilen luvt das Schiff aber so schnell an, dass die Crew nicht reagieren kann und das Schiff eine Wende fährt, man kann dann analog zur Patenthalse von der „Patentwende“ sprechen.
Starke Luvgierigkeit entsteht, wenn der Segeldruckpunkt zu weit achtern (hinten) liegt und dadurch das (normalerweise gewünschte) leichte Anlufdrehmoment zu groß wird. Durch Veränderung des Segeltrimms oder durch Reffen des Großsegels wandert der Segeldruckpunkt nach vorne.